# Armijska grupa Pflanzer-Baltin
Armijska grupa Pflanzer-Baltin (njem. Armeegruppe Pflanzer-Baltin) je bila vojna formacija austrougarske vojske u Prvom svjetskom ratu. Tijekom Prvog svjetskog rata djelovala je na Istočnom bojištu.

## Povijest
Armijska grupa Pflanzer-Baltin formirana je 3. listopada 1914. od jedinica koja su do tada činile Vojno zapovjedništvo Munkacsa sa svrhom obrane istočnih Karpata. Njezinim zapovjednikom imenovan je general konjice Karl von Pflanzer-Baltin kojemu je načelnik stožera bio pukovnik Karl Soos von Badok. Sjedište stožera armijske grupe bilo je u Munkacsu.
Ubrzo nakon osnivanja jedinice armijske grupe sudjeluju u borbama kod Przemysla i Hirova (10. listopada – 2. studenog 1914.) tijekom kojih zauzimaju grad Strij. Nakon toga, u prosincu 1914., ruske snage kreću u protunapad te u novogodišnjoj noći uspijevaju zauzeti Užočki prijevoj čime je armijska grupa dovedena u tešku situaciju. Kako bi se situacija na bojištu stabilizirala, armijskoj grupi je kao pojačanje upućeno pet divizija iz sastava Balkanske vojske.
U siječnju 1915. jedinice Armijske grupe Pflanzer-Baltin sudjeluju u Karpatskoj ofenzivi čija je svrha bila deblokada tvrđave Przemysl. Armijska grupa kreće u napad 23. siječnja, te uspijeva ponovno osvojiti Bukovinu koja je bila u ruskim rukama. Jedinice armijske grupe 14. veljače zauzimaju Nadvornu, a dva dana kasnije i Kolomeu zajedno s neoštećenim mostovima na Prutu. Napredovanje armijske grupe se nastavilo, te je 20. veljače zauzet Stanislav. 
U ožujku 1915. jedinice Armijske grupe Pflanzer-Baltin su ponovno odbijale ruski napad. Napadnut je XIII. korpus pod zapovjedništvom Adolfa von Rhemena zbog čega je ruskim snagama morao biti prepušten Stanislav.

Armijska grupa Pflanzer-Baltin u formalnom smislu prestala je postojati 8. svibnja 1915. godine kada je preimenovanjem postala 7. armija.

## Zapovjednici
Karl von Pflanzer-Baltin (3. listopada 1914. – 8. svibnja 1915.)

## Načelnici stožera
Karl Soos von Badok (3. listopada 1914. – 9. ožujka 1915.) 

Theodor von Zeynek (10. ožujka 1915. – 8. svibnja 1915.)

## Sastav
- listopad 1914.: Poljska legija, 55. pješačka divizija, 52. pješačka divizija, 54. pješačka divizija, 56. pješačka divizija, Grupa Fischer
- prosinac 1914.: Poljska legija, 55. pješačka divizija, Grupa Haller, 52. pješačka divizija, 54. pješačka divizija, Grupa Fischer
- siječanj 1915.: XIII. korpus, 6. pješačka divizija, 54. pješačka divizija, Poljska legija, Grupa Schreitter, Grupa Bekesi, 123. landšturmska brigada
- travanj 1915.: XIII. korpus, Korpus Czibulka, Korpus Marschall, Grupa Schwes
- svibanj 1915.: XIII. korpus, Korpus Czibulka, Korpus Marschall, 8. konjička divizija

## Vojni raspored Armijske grupe Pflanzer-Baltin u studenom 1914.
Zapovjednik: general konjice Karl von Pflanzer-Baltin

Načelnik stožera: pukovnik Karl Soos von Badok

- 52. pješačka divizija (podmrš. Schreitter von Schwarzenfeld)
  - 123. pješačka brigada
  - 124. pješačka brigada

- 54. pješačka divizija (podmrš. Schultheisz von Deveczer)
  - 126. pješačka brigada
  - 128. pješačka brigada

- 55. pješačka divizija (genboj. Fleischmann)
  - 129. pješačka brigada
  - 139. pješačka brigada

- 56. pješačka divizija (podmrš. Attems-Petzenstein)
  - 132. pješačka brigada
  - 133. pješačka brigada

- Poljska legija (podmrš. Durski von Trzasko)
  - 2. poljska pukovnija
  - 3. poljska pukovnija

- Pod neposrednim zapovjedništvom
  - 131. pješačka brigada
  - 12. landšturmska teritorijalna brigada
  - 7. landšturmska etapna brigada
  - Fischerov Streifkorpus

## Vojni raspored Armijske grupe Pflanzer-Baltin u Karpatskoj ofenzivi
Zapovjednik: general konjice Karl von Pflanzer-Baltin

Načelnik stožera: pukovnik Karl Soos von Badok

- XIII. korpus (genpj. Adolf von Rhemen)
  - 36. pješačka divizija (genboj. Czibulka)
    - 13. pješačka brigada (genboj. Stracker)
    - 72. pješačka brigada (puk. Luxardo)

  - 42. honvedska divizija (genboj. Salis-Seewis)
    - 83. honvedska brigada (puk. MIhaljevic)
    - 85. honvedska brigada (puk. Petrovic)

- 6. pješačka divizija (podmrš. Schönburg-Hartenstein)
  - 11. pješačka brigada (puk. Hubinger)
  - 12. pješačka brigada (puk. Müller)

- 54. pješačka divizija (podmrš. Schultheisz)
  - 126. laka pješačka brigada (genboj. Salomon)
  - Poljska legija (podmrš. Durski)

- 5. honvedska konjička divizija (genboj. Apor)
  - 19. honvedska konjička brigada (puk. Jony)
  - 23. honvedska konjička brigada (puk. Zech von Deybach)

- Grupa Schreitter (podmrš. Schreitter)
- Grupa Bekesi (potpuk. Bekesi)
- 123. pješačka brigada (puk. Latzin)

## Vanjske poveznice
(eng.) Armijska grupa Pflanzer-Baltin na stranici Austrianphilately.com  Arhivirana inačica izvorne stranice od 20. ožujka 2021. (Wayback Machine)

(eng.) Armijska grupa Pflanzer-Baltin na stranici Austro-Hungarian-Army.co.uk

(češ.) Armijska grupa Pflanzer-Baltin na stranici Valka.cz